# Francisco Palmeiro
Francisco Palmeiro (16 de outubro de 1932 - 22 de janeiro de 2017), também conhecido apenas como Palmeiro, foi um futebolista português que atuava como atacante.
Nascido em Arronches, destacou-se no Benfica, onde permaneceu por oito temporadas, entre 1953 e 1961, período em que destacou-se junto com Eusébio. Palmeiro também foi o primeiro jogador a marcar um gol no Estádio da Luz original, e também o primeiro a fazer isto em um campeonato europeu, na partida diante do Sevilla na temporada 1957-58.
Pela Seleção Portuguesa de Futebol, Palmeiro disputou três partidas, e marcou três gols no jogo amistoso contra a Espanha, na vitória da sua equipe por 3-1 em partida disputada em Lisboa.

## Títulos
Benfica
- Primeira Liga: 1954–55, 1956–57, 1959–60
- Taça de Portugal: 1954–55, 1956–57, 1958–59